# ASJA SK 10
ASJA Sk 10 byl dvoumístný cvičný letoun vyráběný v 30. letech 20. století švédskou továrnou AB Svenska Järnvägsverkstädernas Aeroplanavdelning (ASJA). Jednalo se licenci původního, německého jednomístného letounu Raab-Katzenstein RK-26 Tigerschwalbe ("Tygří vlaštovka"), které zkonstruoval koncem 20. let Anatole Gobiet s Antoniem Raabem resp. Gerhard Fieseler, letecké eso z první světové války a pozdější mistr světa v letecké akrobacii (1934), který jej přestavěl na dvoumístný Fieseler F1 Tigerswalbe (1930).

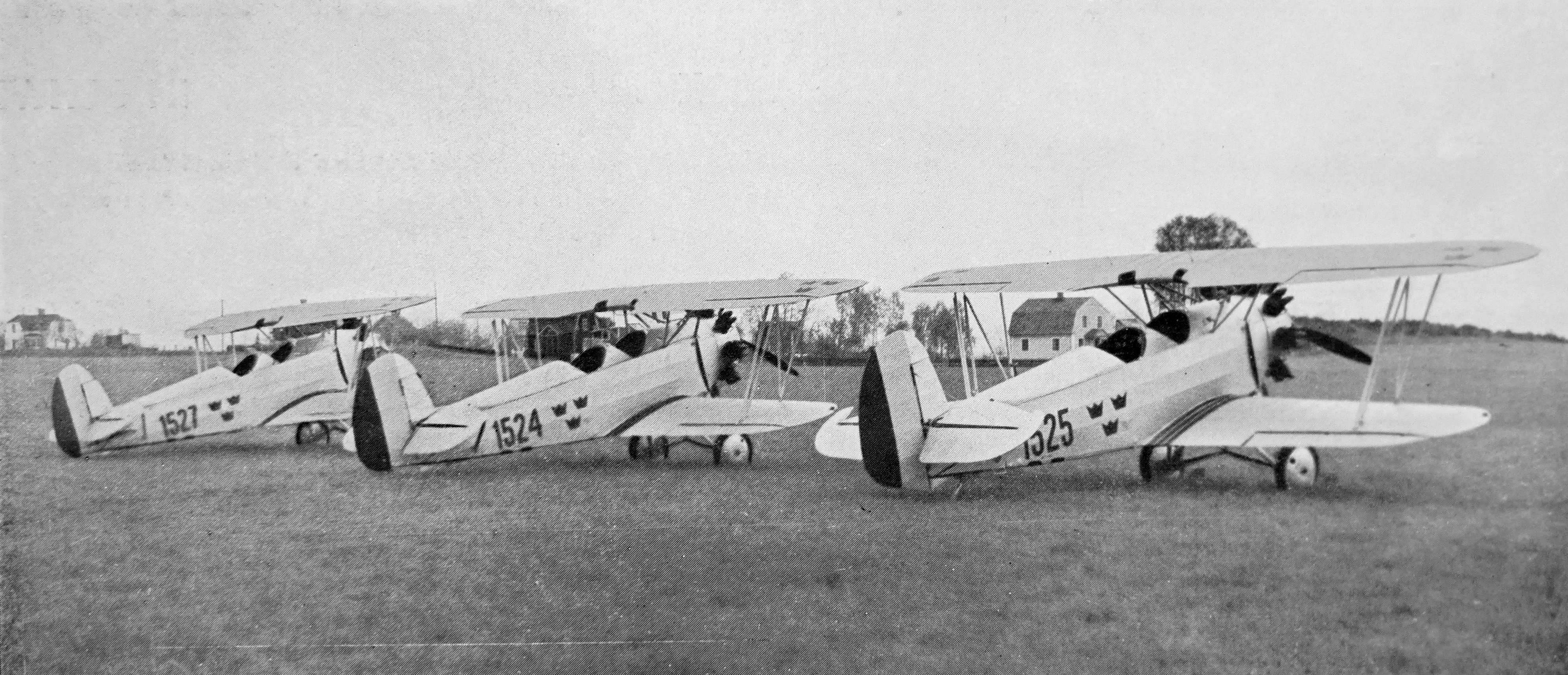
ASJA SK 10 (1932)

## Vznik a vývoj
Na jaře 1930 navštívil letecký instruktor, poručík Nils Söderberg Německo, aby hledal vhodná letadla pro výcvik pilotů ve švédském letectvu. Byl pozván i k návštěvě společnosti Raab-Katzenstein, aby zde vyzkoušel jejich letouny. Söderberg okamžitě poznal vhodnost letových vlastností letadla RK-26, které by s úpravami mohlo být letounem použitelným pro pokračovací výcvik pilotů. Na podzim 1930 byl Gerhard Fieseler pozván Nilsem Söderbergem, pozdějším generál-majorem švédského letectva (Flygvapnet), aby na letišti v Ljungbyhedu představil původně akrobatický letoun Raab-Katzenstein RK-26 armádě a švédské letecké výrobní společnosti ASJA (AB Svenska Järnvägsverkstädernas Aeroplanavdelning). Fieseler předvedl v působivé show ve Švédsku jednomístný, akrobatický Raab-Katzenstein RK 26 Tigerschwalbe (s imatrikulací D-1616).
V roce 1930 společnost Raab-Katzenstien zbankrotovala a Fieseler založil novou společnost Fieseler Flugzeugbau Kassel, kde pokračoval ve vývoji tohoto akrobatického letounu, který pak nesl označení Fieseler F 1 Tigerschwalbe. Společnost ASJA se na základě prezentace rozhodla Raab-Katzenstein RK-26 Tigerschwalbe, vybavené motorem Armstrong Siddeley Lynx (hvězdicový vzduchem chlazený letecký sedmiválec o výkonu 175 k), koupit. Letadlo bylo 23. února 1931 imatrikulováno jako SE-ACO, později (po drobné nehodě byl opraven) od 16. června 1932 jako SE-ADK. Továrna ASJA přestavěla tento letoun na dvousedadlovou verzi. Po letových zkouškách ASJA zakoupila na tento letoun licenci. Vývoj Sk 10 v ASJA však pokračoval, letadlo bylo přestavěno na dvousedadlovou verzi, vybaveno dvojím řízením a bylo testováno s různými konfiguracemi motoru (se dvěma lidmi na palubě byl nutný silnější motor). Křídla byla vyztužena a ocasní část kormidel byla prodloužena a zesílena. První letoun Sk 10 (Sk - Skol, výcvik) vzlétl v roce 1932 a byl předán ke zkouškám švédskému letectvu.
Na základě zkoušek Švédské letectvo objednalo v únoru 1932 u ASJA 25 letadel, která pak byla zařazena do letek F1 a F5. Jednotlivá letadla dostala evidenční čísla švédských leteckých sil 521–545. Původní RK-26 byl vybaven motorem Armstrong Siddeley Lynx o výkonu 175 koní. Švédské letouny dostaly standardně československé motory Walter Castor. Tento motor byl sice podstatně výkonnější, ale také o ca 60 kg těžší. Po konstrukčních úpravách se hmotnost letounu zvýšila o 200 kg, než vážil původní RK-26.

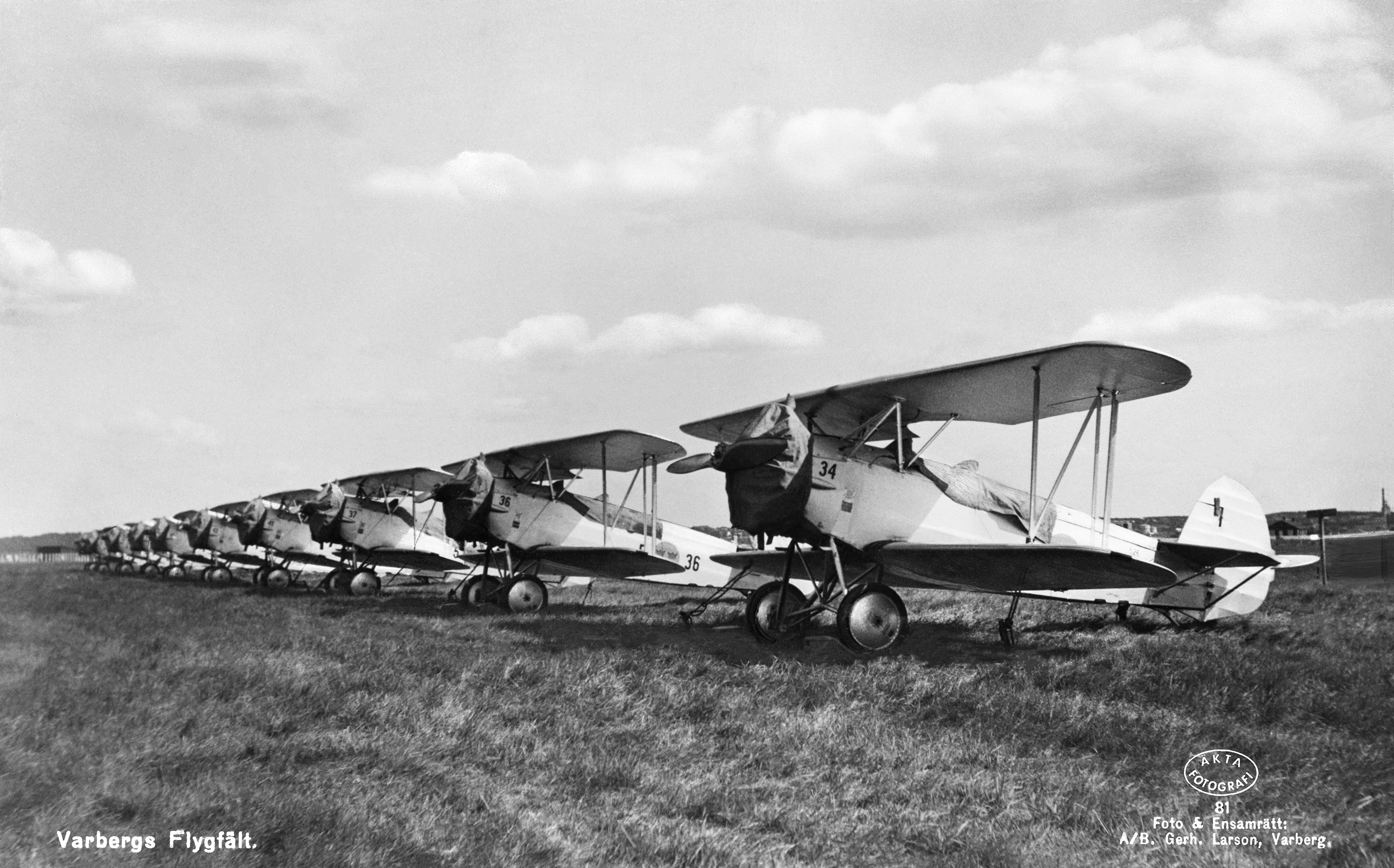
ASJA SK 10 na letišti Varberg (Halland)

## Popis letounu
Sk 10 byl dvouplošník se zaoblenými konci na dolním i horním křídle. Horní křídlo bylo nad trupem podepřeno baldachýnem tvořeným osmi vzpěrami a mezi křídly výztuhami ve tvaru písmene N. Trup letadla a křídla byly potaženy plátnem přes příhradovou, ocelovou konstrukci. Na předních okrajích křídel byly použity dýhy (překližka). Pevný dvoukolový podvozek byl nesen příhradovou konstrukcí z trubek, které byla uchycena v trupu pod motorem a před předním okrajem spodního křídla. Podvozek nebyl brzděn. Pro zimní provoz byl podvozek vybaven lyžemi včetně ostruhy.

## Použití
V únoru 1932 si letectvo objednalo dvě letadla Sk 10 a v říjnu 1932 byla objednávka rozšířena na dalších 23 letadel. Od října 1932 do května 1934 bylo vyrobeno a dodáno švédskému letectvu 25 letadel Sk 10. Za provozu se však letoun jevil jako velmi kontroverzní. V důsledku konstrukčních změn dostal zcela odlišné letové vlastnosti než původní letoun. Před dodáním první poloviny šarže se dvě letadla dostala při letu do nekontrolovatelné rotace, když letěla v poloze na znak. To mělo za následek v obou případech smrtelné havárie. Tyto nehody zahájily „aféru Sk 10“, která zasáhla tisk celého Švédska. Veřejná debata k Sk 10 potom sklouzla na smysl a roli letectva ve švédské obraně.
Sk 10 byl označen jako nebezpečný kvůli vadné konstrukci. Vedení švédského letectva bylo ve svých názorech nejednotné. Charles Lindbergh, který navštívil Švédsko v roce 1933, testoval Sk 10 a provedl s ním "pokročilou akrobacii". Jeho názor byl „v pořádku“. Jeden Sk 10 byl letecky převezen do Royal Aircraft Establishment ve Farnborough na další test a k ohodnocení britskými leteckými odborníky. Zpráva ze zkoušky provedené v roce 1934 však měla malou vypovídací hodnotu. Jak čas běžel, byl letoun přece jen schválen pro provoz. Byl to však stroj, který oddělil zrno od plev. Z 25 dodaných letadel bylo 18 odepsáno kvůli nehodám. Poslední letoun dolétal v prosinci 1945.
Letoun RK-26 (SE-ADK), který ASJA prodala do soukromých rukou (postupně Fr. Chr. Lambert-Mueller, Rolf Ahlsell Norr, Norrkoping Automobil-och Flygklubb a nakonec Lennart Hemminger ze Stockholmu), byl v únoru 1940 vyslán do Finska (zimní válka v letech 1939 až 1940). Slavná letka F19, kterou tvořili švédští dobrovolníci, bojovala na straně Finska. Na letadle byly použity finské nápisy, ale létal krátce pouze jako kurýrní letoun. Po podpisu příměří 13. března 1940 (Moskevský mír) se letka F19 spolu s přeživšími letadly a jejich piloty vrátila zpět do Švédska.

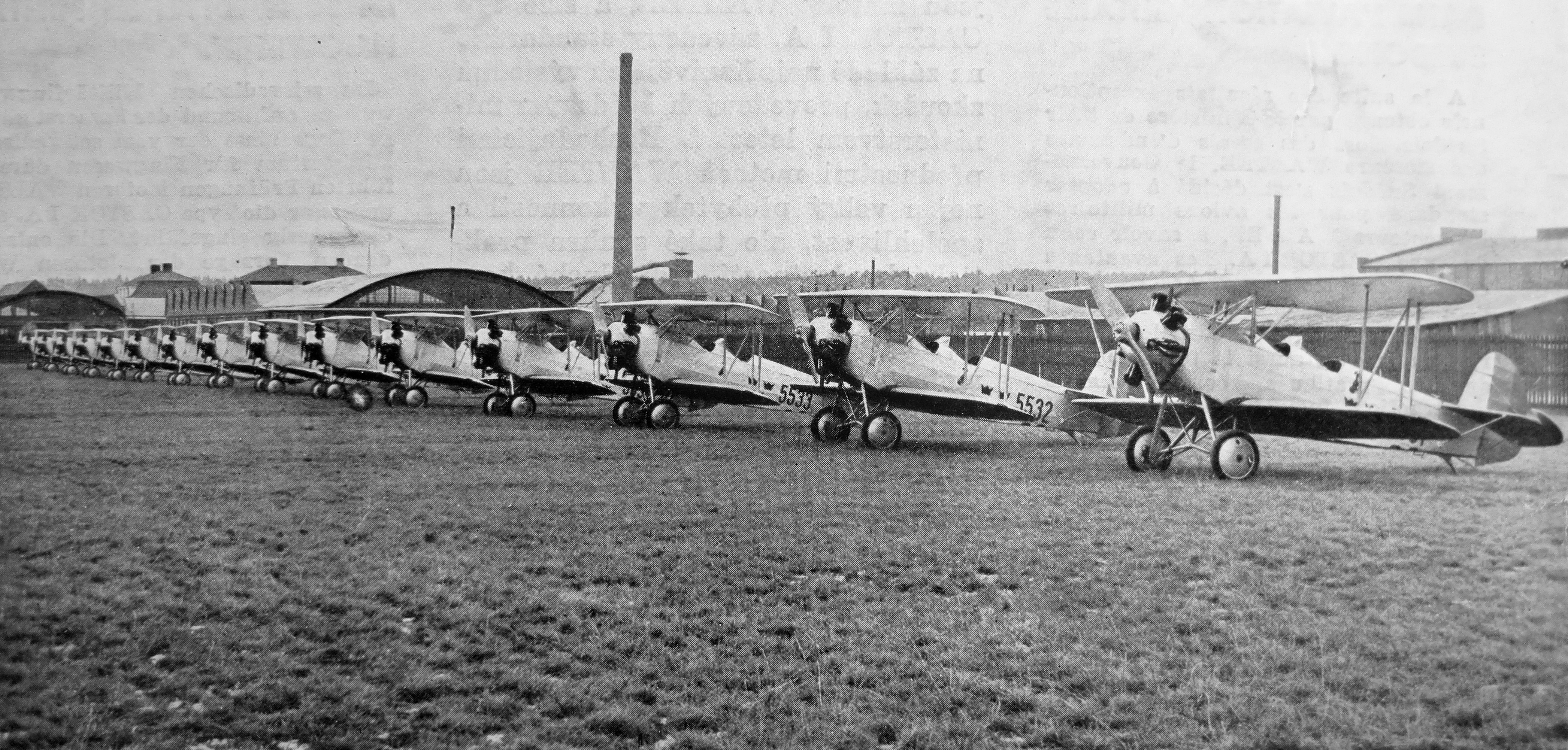
ASJA SK 10 s motory Walter Castor (1932)

## Dochované exempláře
Poslední letoun (ev. č. 536), který byl vyřazen z provozu v prosinci 1944, byl zachován a je vystaven ve Švédském muzeu leteckých sil, v leteckém muzeu v Linköpingu.

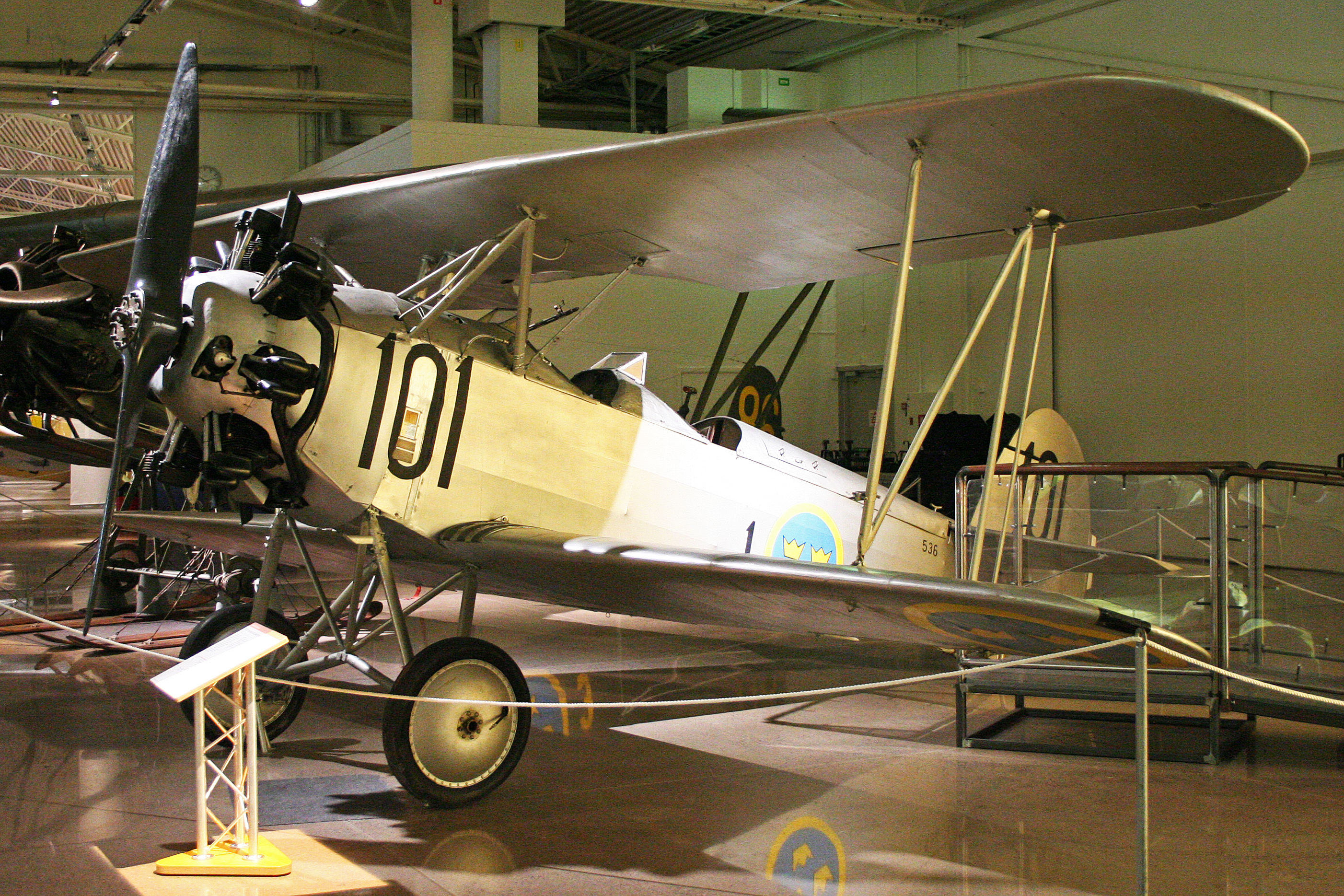
ASJA SK 10, ev. č. 536

## Uživatelé
- Švédsko
  - Švédské letectvo
- Finsko
  - Finské letectvo (1 letoun, přestavěný RK-26, SE-ADK)
- Rakousko
  - Alois Orechowsky (1 letoun, původní RK-26, A-70 resp. OE-DAO)[7]
- Německo
  - Gerhard Fieseler (1 letoun, původní RK-26, přestavěný na Fieseler F1 Tigerswalbe, D-1616)

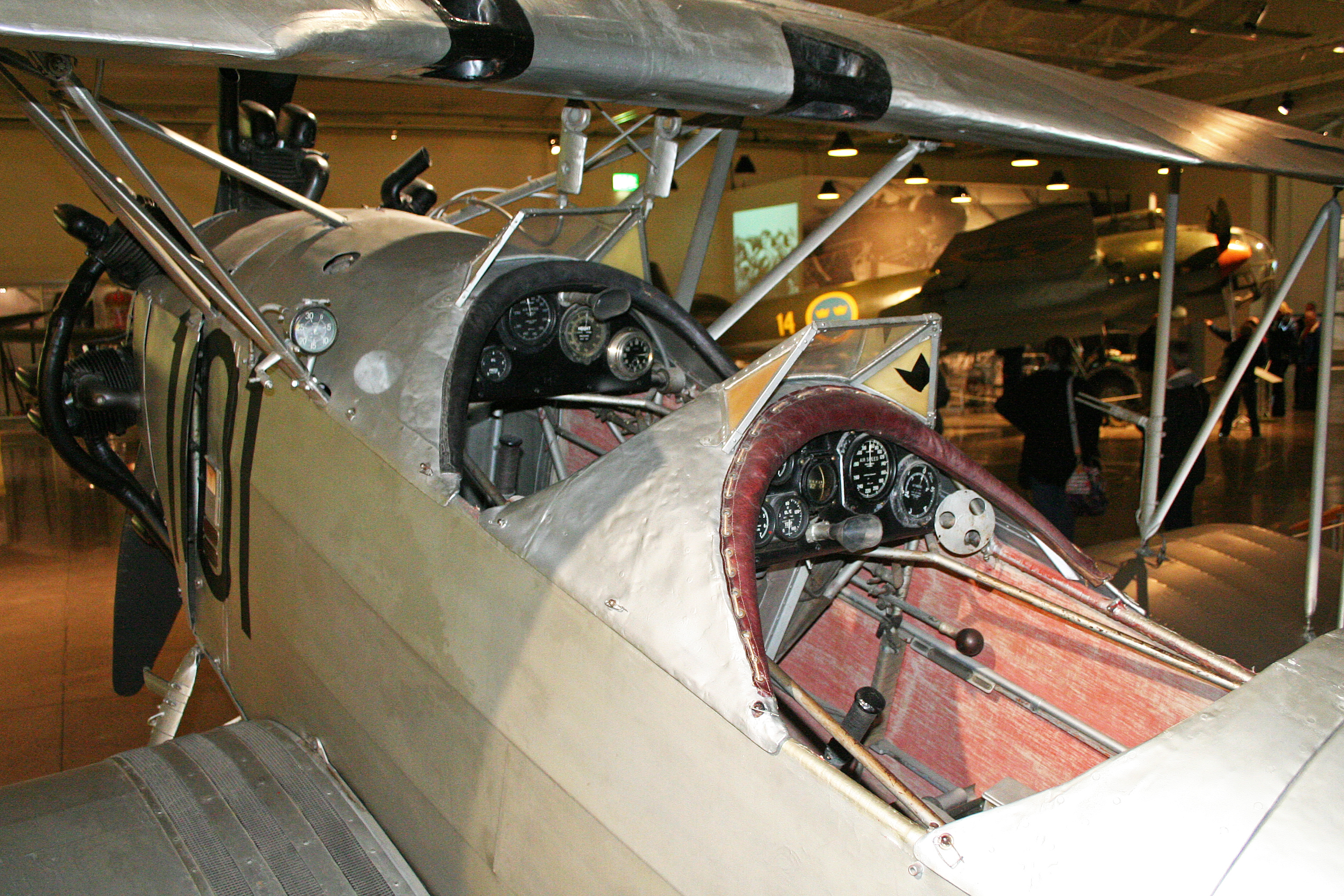
ASJA SK 10, kokpity letounu

## Specifikace
Údaje dle

### Technické údaje
- Posádka: 2 (instruktor a žák)
- Rozpětí: 8,40 m
- Délka: 6,55 m
- Výška: 2,66 m
- Nosná plocha: 20,20 m2
- Hmotnost prázdného letadla: 782 kg
- Vzletová hmotnost: 1 136 kg
- Pohonná jednotka:
  - hvězdicový vzduchem chlazený sedmiválcový motor Armstrong Siddeley Lynx o výkonu 175 k (pro prototyp)
  - hvězdicový vzduchem chlazený sedmiválcový motor Walter Castor
    - vzletový: 260 k (191,2 kW) při 1850 ot/min
    - jmenovitý: 240 k (179 kW) při 1750 ot/min
- Vrtule: pevná dvoulistá

### Výkony
- Maximální rychlost: 200 km/h
- Cestovní rychlost: 185 km/h
- Praktický dostup: 5 000 m
- Stoupavost: 333 m/min
- Dolet: 600 km